# Färöarna under vikingatiden

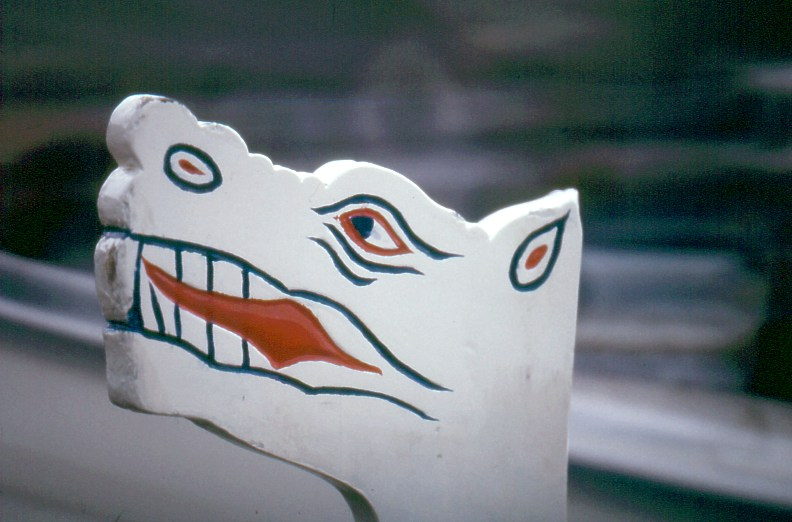
Vikingaarvet gör sig fortfarande påmint: Typisk drakhuvudutsmyckning på en färöisk roddbåt, det traditionsrika "Havnarbáturin" (Torshamns tiomans-kapproddbåt).

Vikingatiden på Färöarna anses börja då Grímur Kamban bosatte sig på öarna år 825 och slutade då Tróndur í Gøtu, ögruppens sista vikingaöverhuvud, dog 1035. Samma år övertog Leivur Øssursson makten.
Den största historiska händelsen under denna tid var att den norske vikingahövdingen Sigmundur Brestisson införde kristendomen 999, vilket var början till slutet på vikingatiden och även slutet på Färöarnas tid som en fri bosättarrepublik.
Många källor från denna tid gått förlorade eftersom olika bibliotek och arkiv har förstörts. Som viktigaste källa återstår därför idag endast Färingasagan, som i och för sig till en viss del stöds av utländska källor vilket möjliggör datering.
Även om de årtal och händelser, som framgår av denna artikel, vanligtvis inte är omstridda på Färöarna och hör till öarnas nationalmyter, måste de alltid betraktas med ett visst förbehåll, Färingasagan är inte en krönika i ordets egentliga mening, men däremot en historisk roman.
På senare tid har talrika arkeologiska undersökningar genomförts på Färöarna, vilket medfört att denna del av historien blir allt mer detaljerad. På Färöarnas nationalmuseum finns de flesta arkeologiska fynden från vikingatiden.

## Bosättare
Då Färöarna för första gången år 795 besöktes av vikingar, träffade de på munkar från Irland, som levde här som eremiter. Dessa munkar hade inte funnit någon ursprunglig befolkning att omvända. Munkarna ägnade sig åt fåravel och odling, av bland annat havre. Arkeologiska fynd har gjort det möjligt att datera deras första ankomst till tiden omkring år 625.

### Första vågen av bosättare

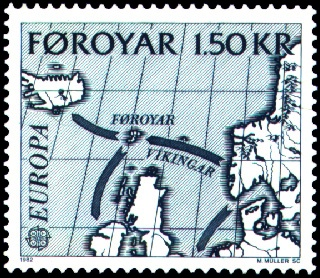
Schematisk framställning av bosättningen med hjälp av en gammal karta. Pilen från Färöarna i riktning mot brittiska öarna är något vilseledande eftersom bosättarna kom från andra hållet. Färingarna var heller inget folk som drog på erövringståg till andra länder. Färöiskt frimärke från 1982.

Det är inte heller klart, om vikingarna, som så ofta hävdas, drev iväg de irländska munkarna från Färöarna år 795, eller om en del av munkarna bara fortsatte till Island. Där blev de i alla fall återigen de första bosättarna. Vid denna tidpunkt kan Färöarna ha varit obebodda i 30 år, eftersom vikingarna inte hade en fast bosättning på öarna. Följer man denna hypotes, som stödjer sig på berättelsen i boken Liber de Mensura Orbis Terræ av den irländska krönikeskrivaren Dicuil (825), beträdde Grímur Kamban år 825 ett land, där det endast fanns får – kvarlämnade av munkarna – och sjöfåglar. Namnet Kamban tyder på ett keltiskt ursprung. Grímur Kamban kan ha kommit från de brittiska öarna, där vikingarna redan hade besittningar, eller så var han norrman, som fick sitt namn från irländska missionärer. De första människorna, som vid denna tid bosatte sig på Färöarna var under alla omständigheter folk från vikingarnas omkringliggande maktområde mot syd och öst. Själva var de skandinaver, men förutom sina hustrur medförde de utan tvivel också keltiska trälar. 
Grímurs bosättning skulle ha legat i Funningur på Eysturoy. Utgrävningar har visat på ytterligare vikingaboplatser i närheten och på de andra öarna.

### Andra vågen av bosättare
Från cirka år 880 till 900 ägde den andra stora invandringen till Färöarna rum. Denna våg kan också preciseras närmare till tidsspannet 885–890. Det var under den norska kungen Harald Hårfagers (870–933) regeringstid. Färingasagan berättar att många flydde undan hans vanstyre, med vilket bland annat menades hans skatteindrivningar. Liksom de första bosättarna kom invandrarna från Norge och troligtvis också från de norskbehärskade delarna av de brittiska öarna.

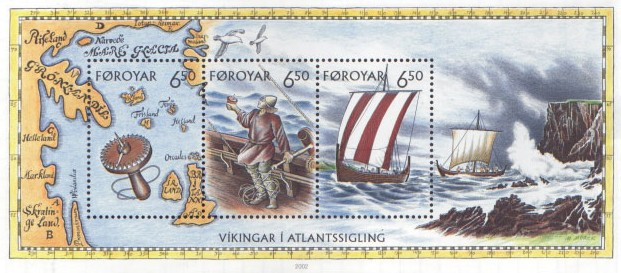
Vikingarna var framstående sjöfarare. Deras navigationskonst blev hyllad år 2002 på detta frimärksblock från Färöarna.

Att majoriteten av dessa vikingar kom till Färöarna från Norge kan slås fast med hjälp av en lingvistisk säregenhet (förutan genom ett släktskap med västnorska dialekter): På färöiska heter nordost landnyrðingur ("nordland"), sydost landsynningur ("sydland"), nordväst útnyrðingur ("norrut") och sydväst útsynningur ("söderut"). Endast människor som levat på västkusten av en kontinent, som till exempel i området omkring Bergen, kan vara upphovsmän till ett språkbruk med denna föreställningsvärld. Ur ett färöiskt perspektiv har detta språkbruk ingen given mening, för mot nordväst finns ju också land (Island) liksom Shetlandsöarna ligger mot sydost. Mot nordost och sydväst finns kusterna av Spetsbergen och Newfoundland – vilka då var terra incognita (okänt land). Egentligen, sett ur ett lokalt färöiskt perspektiv, skulle varje kompassriktning kunna betecknas som ”ut över havet”. 
Det sägs att färingar och folk från Bergen, som talar sina lokala dialekter, utan stort besvär kan förstå varandra. Förbindelserna mellan Färöarna och denna norska handelsstad – och senare hansastad – i århundraden och fram till våra dagar, har alltid spelat en speciell roll.

### Första tinget

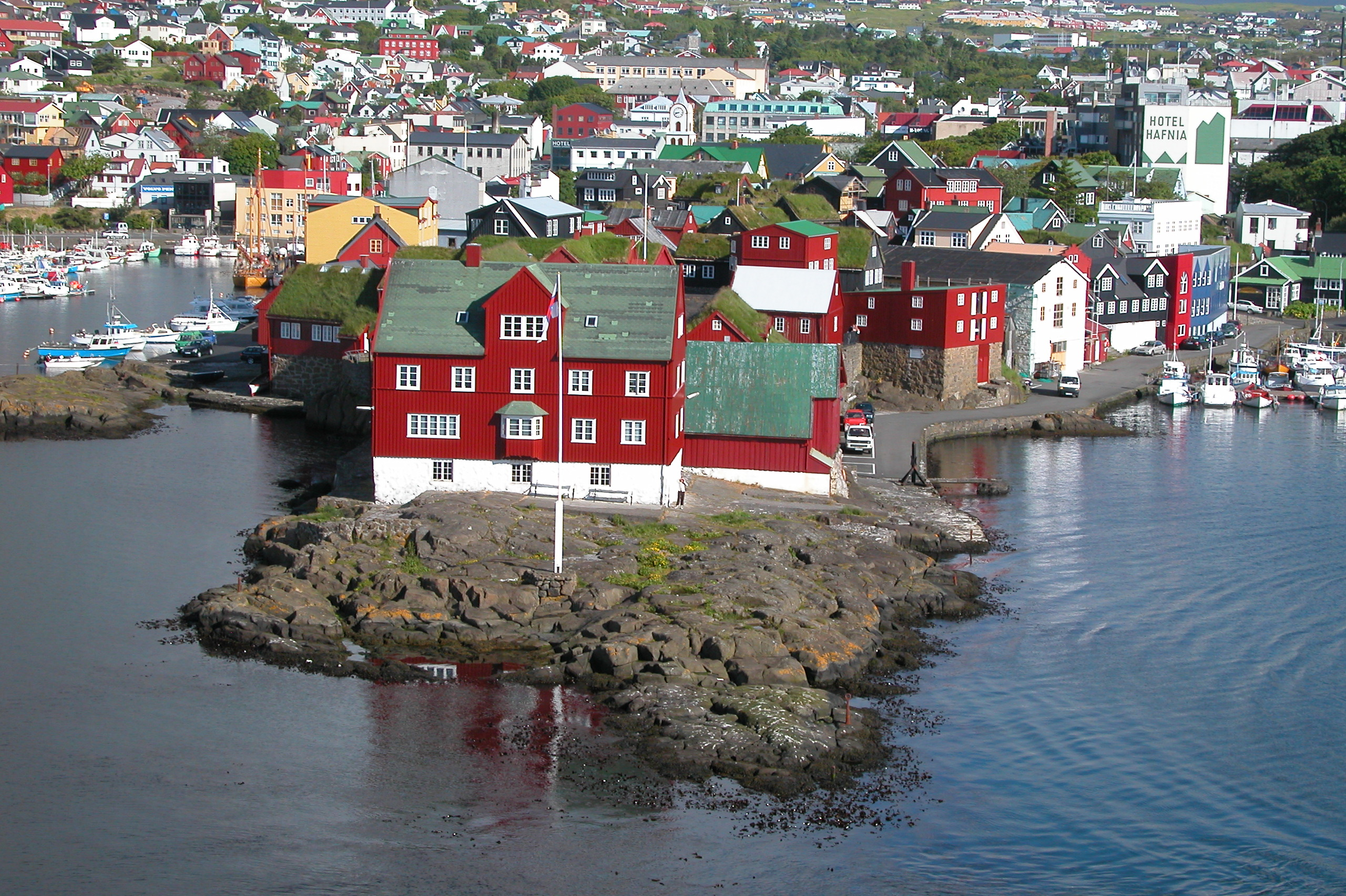
Tinganes, Färöarnas gamla tingsplats, är idag som tidigare landets politiska centrum.

Omkring år 900 hade färingarna redan sitt ting på den halvö, som är uppkallad efter det: Tinganes. Tórshavn blev redan vid denna tidiga tidpunkt öarnas viktigaste hamn. Det dåvarande tinget hette (som också samma ting på Island nu för tiden) Altinget. Från omkring år 1400 har det haft sitt nuvarande namn Løgting. Det är ett av världens äldsta parlament. Utöver det centrala tinget fanns lokala tingsplatser, som kallades várting.
Även om det inte är helt klart hur Färöarnas politiska ordning såg ut vid denna tid, så är det inte en överdrift att tala om en republik. Kungen i Norge 500 kilometer bort hade nämligen ingen makt på ögruppen och tinget var en församling av fria, lokala stormän, det vill säga storbönder, som skipade och utövade rättvisan.

### Bosättare och befolkningsutveckling
Vid denna tidpunkt var alla öarna redan bebodda (med undantag av Lítla Dímun). Däri har inget ändrat sig fram till våra dagar. Befolkningsantalet efter den andra bosättarvågen var ca 3 000 människor. Detta antal förblev nästan stabilt till slutet av 1700-talet och växte aldrig över 4 000. Större befolkning tillät inte den strängt begränsade åkerarealen.
Ättlingarna till de två vågorna av bosättare utgjorde faktiskt befolkningen under de efterföljande 450 åren. Först i och med digerdöden 1349 och 1350, som medförde en förlust av en tredjedel av befolkningen, blev det plats för, och behov av nya invandrare.

## Vardagen

### Näringsliv och företagsamhet

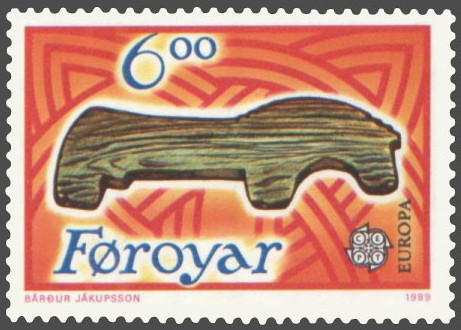
En häst som barnleksak. Funnen i Kvívík år 1957. Frimärke av Bárður Jákupsson år 1989.

På Färöarna odlades förr i tiden bara korn och bara för det egna behovet. Djurskötsel, fiske, grindvalsfångst och fågelfångst var de fyra viktigaste sätten att skaffa livsmedel på. 
Vikingarna på Färöarna var ett bondefolk. De sådde korn som maldes med kvarnsten av skiffer, som importerades från Norge. Får var de viktigaste djuren och den färöiska ullen var redan då en viktig exportvara. Dessutom hade man kor och – i motsats till idag – ovanligt många grisar. Namnet Svínoy kommer härav. Hö användes till djurfoder. Hästarna på Färöarna utvecklades genom åren till en självständig ras, färöponnyn, av vilken det idag bara finns ett fåtal exemplar.

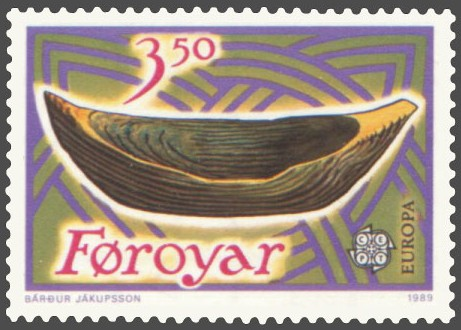
En leksakssbåt, snidad av drivved, fanns år 1955 vid utgrävningarna av Kirkjubøur. Den är 24,7 cm lång och idag utställd på Färöarnas nationalmuseum. Frimärke av Bárður Jákupsson 1989.

Fiskefångst och grindvalsjakt gav ett viktigt kosttillskott och skedde nära kusten i fjordarna. Den nuvarande typiska färöbåten från våra dagar uppvisar drag, som härstammar från den tiden. Den byggs som tidigare i samma stil som ett långskepp från vikingatiden.
Den Färöiska fågelvärlden gav dessutom möjlighet till näring i överflöd, och jakten på sjöfågel var här långt viktigare än i andra länder - och det har fortsatt ända till vår tid. De första färingarna var redan då kräsna. Av ett dussintal arter föredrog de endast tre som föda.

### Husgeråd
Egentillverkad keramik fanns endast i relativt ringa omfattning. Den färöiska leran har inte särskilt goda egenskaper, och bristen på träd betydde att bränsle var svårt att skaffa. Mest använt var fat av talksten, som troligtvis importerades från Norge, men talksten finns också på Shetlandsöarna, och en del kan komma därifrån. Av den färöiska tuffen, som är en förhållandevis mjuk vulkanisk sten, skar man bland annat oljelampor. Korgar och liknande flätade man av enbärsris. Enar är nu nästan försvunna från öarna, vilket bland annat också kan tillskrivas klimatförändringar.

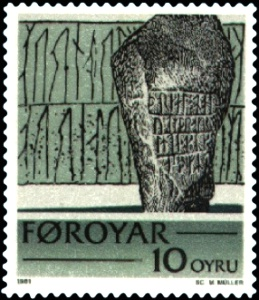
Runstenen i Sandavágur. I bakgrunden ser man inskriften på stenen från Kirkjubøur. Frimärke från år 1981.

### Värdesaker
Metaller, som järn och brons, var man tvungna att importera. Silver tjänade som betalningsmedel, men senare även utländska mynt, som framgår av ett fynd av mynt vid Sandur. Smycken framställdes inte bara av de nämnda metallerna, utan också av ben, pärlor och bärnsten. Kläderna motsvarade säkert de som användes i Norge och på de brittiska öarna.

### Husbyggnad

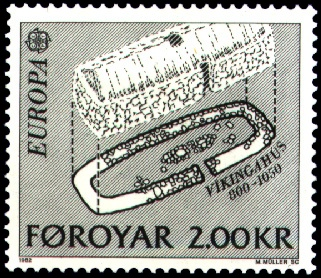
Långhuset från Kvívík var 21 meter långt och 5,75 meter brett. Väggtjockleken var 1,5 meter. Frimärke från år 1982.

Man bodde i typiska långhus av sten. De innehöll bara ett rum med eldstad i mitten och bänkar längs väggarna. Från år 1941 har man på många platser på Färöarna grävt ut fundament av sådana hus. Först i Kvívík och senare även i Fuglafjørður, Gøta och Sandavágur.

### Språket
De första färingarnas språk var fornnordiska, från vilket den nuvarande färöiskan har utvecklat sig. Det skrevs med runor. Tre runstenar har hittats på Färöarna: i Kirkjubøur, Sandavágur och Fámjin. Den sista härstammar i vart fall från 1500-talet och visar alltså på att man använde runor vid sidan om den latinska skriften långt in i den katolska tiden. Det färöiska Sigurdskvädet och andra färöiska sånger och ballader härstammar med stor sannolikhet från sådant som har överlevt från vikingatiden.

## Nordisk religion
Som namnet vikingar antyder, var de anhängare av asatron och var alltså i det kristna språkbruket hedningar. Den mäktigaste guden är Tor, och efter honom är inte bara huvudstaden Tórshavn (Tors hamn) uppkallad, utan också Hósvík (hós- kommer från tórs- och -vík betyder vik). Motsvarande heter också torsdag på färöiska hósdagur (eller på Suðuroydialekt tósdagur). Tors symbol är hammaren, och den pryder idag huvudstadens vapen. Liksom på svenska och andra nordiska språk är onsdag (ónsdagur) uppkallad efter guden Odin (Odinsdag eller Wodanstag för onsdag på gammal tyska).

### Offerplatser
Om det på platser som Tórshavn och Hósvík fanns offerplatser vet man inte. Färingasagan avslöjar inget om hur den tidens nordiska religion utövades. Det antas att offerkulten (blót) utövades under bar himmel. Det fanns i och med uttrycket hof i alla fall något slags tempel, vilket också kan härledas från bynamnet Hov.

### Gravplatser
De funna vikingagravarna på Färöarna förtjänar en särskild uppmärksamhet genom de slutsatser som kan dras av dem om begravningsritualer och därmed dödskulten. Vikingarna jordfäste sina döda "ovan jorden" och lade den avlidna i riktning västsydväst-ostnordost med huvudet i sistnämnda riktning. Megalitiska monument från Hov på Suðuroy (se foto till höger) hågkommer stora personligheter. De som föll i kamp, fick tydligen en upprest sten, medan den som fredligt dog av ålderdom, fick nöja sig med en liggande. 
År 1834 blev översteprästen (blótsmaður mikil) Havgrímurs grav i Hov öppnad på initiativ av den danska guvernören Christian Pløyen. Efter Pløyens uppgifter var den 24 fot lång och 4 fot bred. Det fanns järnföremål och benknotor från människa. Enligt uppgift fann man också en slipsten. Denna utgrävning ansågs för oprofessionell och dessutom inte officiell. Den avbröts och har aldrig helt genomförts.
Den första professionella utgrävning av en gravplats skedde år 1956 i Tjørnuvík på Streymoys nordsida efter att lekande barn år 1955 fann knotor, som visade sig härstamma från människor. I loppet av det följande året påbörjades en systematisk, arkeologisk utgrävning, och det var snabbt tydligt, att det som man hade hittat var en kvinnograv från vikingatiden. Den avlidna kvinnan var cirka 1,55 meter lång och begraven med huvudet i riktning emot ostnordost, som sedvanan var. Vid hennes sida fann man ett klädspänne, som kan vara av keltisk-skotskt ursprung. Historikern Sverri Dahl daterade graven till 900-talet.

## Sigmundur och Tróndur
De två motståndarna i Färingasagan är Sigmundur Brestisson och Tróndur í Gøtu, som förde en 65 år lång fejd på Färöarna. Denna historia började år 970 och utgör den huvudsakliga tråden i sagans handling. 
Trots de förbehåll som finns för Färingasagans objektivitet och exakthet skapar den ett intryck av att vara en krönika över denna tid.

### Morden på Brestir och Beinir
År 969 var utgångspunkten på Färöarna denna: Det fanns två norska förläningar, varav den ena tillföll Havgrímur från Hov och den andra bröderna Brestir och Beinir från Skúvoy. Mellan dessa två parter fanns uppenbart pyrande konflikter, som genom striden mellan Einar och Eldjarn (den ena anhängare till Brestir och Beinir, den andra till Havgrímur) bröt ut i full brand. Brestir föreslog att göra upp i godo, vilket avslogs av Havgrímur, och därmed kom processen till altinget på Tinganes, som Havgrímurs parti förlorade. Han svor att hämnas och sökte stöd hos sin svärfar, Snæúlvur från Sandoy, som emellertid inte ville delta i detta spel i motsats till Tróndur í Gøtu och dess släkting, Svínoyar-Bjarni, som kom överens tillsammans med Havgrímur att mörda bröderna. 
Morden på Brestir och Beinir år 970 på Stóra Dímun slutade inte bara med de två brödernas död. Dessa lyckades under kampen inte bara döda Havgrímur utan också fem andra män. Sigmundur Brestisson var 9 år gammal, då han tvingades uppleva sin fars död, i vilken Tróndur í Gøtu, om än inte tog aktiv del, var orsak till. Tróndur föreslog efter illdåden att dräpa Sigmundur och hans kusin Tóri Beinirsson (Beinirs då 11-åriga son), vilket Svínoyar-Bjarni dock motsatte sig. Istället kom Sigmundur och Tóri under Tróndurs förmyndarskap. Han hade själv inga barn och var ogift.
Tróndur var vid denna tidpunkt 25 år gammal. Han försökte snabbt att göra sig fri från de två pojkarna, på så sätt att han samma sommar erbjöd dem som slavar till den norske handelsmannen Ravnur Hólmgarðsfari. Denne var dock insatt i bakgrunden och krävde ersättning för att ta dem till Norge. I förbigående kan påpekas att handelsmannens namn visar att färingarnas handelsvägar gick ända till Novgorod i Ryssland. Emellertid tog Ravnur med sig de två till Norge och därmed i säkerhet (dock inte från Tróndurs synpunkt, eftersom han var tvungen att frukta hämnd för de begångna morden). 
Tróndur tog ännu en pojke i sin vård: Øssur Havgrímsson, Havgrims då 10-åriga son (alltså den möjliga arvingen till Sigmundur och Tóris motståndare). Därmed var han enväldig härskare över Färöarna: Sigmundur och Tóri var i Norge och Øssur var hans fosterson. Färingasagan berättar att Tróndur då Øssur blev vuxen överförde på honom både Brestir och Beinirs efterlämnade del och även den del av Färöarna som hans far hade härskat över. Detta var troligtvis runt år 980. Sannolikt var Tróndur alltjämt den egentliga härskaren och den enväldiga makten på öarna.

### Sigmundurs återkomst
År 983 vände Sigmundur Brestisson och hans kusin Tóri Beinirsson för första gången tillbaka till Färöarna. De reste på uppdrag av Håkon Jarl av Norge. De önskade att få sin stulna egendom tillbaka och var nu tillräckligt gamla för att hämnas sina fäders död. Enligt Färingasagan så slumpade det sig så att de stötte först på Svínoyar-Bjarni, som intet ont anande blev överraskad hemma. Bjarni kunde klargöra att det var han som 970 hade motsatt sig att mörda pojkarna, och så förliknade han sig med Sigmundur, på så sätt att han samtidigt avslöjade att Øssur Havgrímsson var på Skúvoy. Sigmundur skall då med 50 av Bjarnis män ha åkt dit och dödat Øssur i en tvekamp, sedan denne hade bett om nåd och försökt uppnå en förlikning. 
Efter denna kamp blev det vapenstillestånd mellan Sigmundur och Tróndur och deras anhängare. Medan Tróndur ville ha saken behandlad på alltinget på Tinganes, så krävde Sigmundur en rättegång genomförd av Håkon Jarl i Norge. År 984 åkte Sigmundur och Tóri därför åter till Norge, där kungen slog fast att Tróndur var skyldig på alla åtalspunkter: Morden på Brestir och Beinir, anstiftan till de efterföljande morden på Sigmundur och Tóri, och att överlämna de två pojkarna i slaveri. Tróndur skulle därför betala en mansgäld till Sigmundur och Tóri. Vidare tillät kungen att Tróndur kunde stanna på Färöarna så länge han underkastade sig den norska överheten som skulle utövas genom Sigmundur, som på detta sätt i teorin fick hela Färöarna i förläning. 
På alltinget år 985 accepterade Tróndur, om än motvilligt, dessa omständigheter men begärde att få göra avbetalningen över tre år. Samma år tog Tróndur Leivur Øssurson (Øssur Havgrímssons son) till sig – antagligen med avsikt att stödja dennes krav på hämnd på Sigmundur. I vilket fall skall han nu upprepade gånger ha krävt mansgäld av Sigmundur.
Troligtvis år 986 hämtade Sigmundur sin familj (fru Turið Torkilsdóttir och dottern Tóra Sigmundsdóttir) från Norge till Färöarna, där de skulle förbli resten av sina liv. Dessa anses som de två första högtstående kvinnorna i den färöiska historien.

### Kristendomens intåg på Färöarna

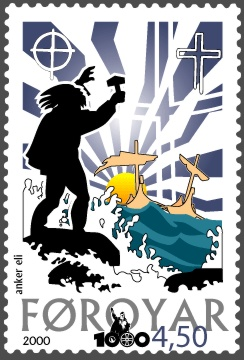
Tróndur í Gøtu värjer sig med Mjölner mot kristendomen. Allegorisk framställning på ett färöiskt frimärke av Anker Eli Petersen 2000.

Efter att Olav Tryggvason konverterat till kristendomen år 994 och år 995 blev norsk kung, erbjöd han år 997 Sigmundur Brestisson att komma till honom. De två blev vänner, och Sigmundur lät sig döpas och seglade år 998 tillbaka Färöarna, för att på alltinget på Tinganes inte bara förkunna att Olav hade gjort honom till enväldig härskare över Färöarna, men också att alla invånarna nu skulle konvertera till kristendomen. Detta mötte så våldsamt motstånd, lett av Tróndur í Gøtu, att Sigmundur var tvungen att dra sig tillbaka till Skúvoy, innan han år 999 lyckades överfalla Tróndur i dennes hem och med makt tvang honom att anta kristendomen. Detta dop måste ses som formellt och maktpolitiskt, och som följd av detta förberedde sig Tróndur på mordet på Sigmundur Brestisson, 1005.